# Come an’ Get It
Come an’ Get It – czwarty album muzyczny grupy rockowej Whitesnake wydany w kwietniu 1981 roku.
We wrześniu 1981, po sprzedaży w Wielkiej Brytanii ponad 100 tys. egzemplarzy, nagrania uzyskały certyfikat złotej płyty.

## Lista utworów
1. „Come an’ Get It” (David Coverdale) – 3:58
2. „Hot Stuff” (Coverdale, Micky Moody) – 3:22
3. „Don't Break My Heart Again” (Coverdale) – 4:01
4. „Lonely Days, Lonely Nights” (Coverdale) – 4:14
5. „Wine, Women An' Song” (Coverdale, Moody, Bernie Marsden, Neil Murray, Jon Lord, Ian Paice) – 3:43
6. „Child of Babylon” (Coverdale, Marsden) – 4:50
7. „Would I Lie to You” (Coverdale, Moody, Marsden) – 4:30
8. „Girl” (Coverdale, Marsden, Murray) – 3:54
9. „Hit an' Run” (Coverdale, Marsden, Moody) – 3:21
10. „Till the Day I Die” (Coverdale) – 4:27

## Twórcy
- David Coverdale – wokal
- Micky Moody – gitara
- Bernie Marsden – gitara
- Neil Murray – bas
- Jon Lord – Keyboard
- Ian Paice – perkusja